# Mutzig
Molsheim je francouzské město a obec v departementu Bas-Rhin v regionu Grand Est. V roce 2013 zde žilo 5864 obyvatel.